# Sven Doual
Sven Doual (* 21. Juli 1967 in Neheim) ist ein ehemaliger deutscher Eishockeytorwart, der unter anderem für den EC Devils Königsborn in der zweithöchsten deutschen Spielklasse aktiv war. Im Inline-Skaterhockey wurde er mit den Highlander Lüdenscheid einmal Deutscher Vizemeister.

## Karriere
Sven Douals Eishockeykarriere begann in der Saison 1987/88, als er mit dem ERC Westfalen Dortmund in die 2. Bundesliga aufstieg. Nach einem Jahr beim EHC Unna spielte er ab 1990 für den Nachfolgeverein des ERC Westfalen, der nach dem Konkurs des Zweitligisten in der Landesliga neu einstieg. Dem Torwart gelang mit seinem Team innerhalb von zwei Jahren der Durchmarsch in die Regionalliga. Dort spielte er für eine Saison beim ASV Hamm, bevor er zu den zwischenzeitlich in die Oberliga aufgestiegenen Dortmundern zurückkehrte.
Im Jahr 1994 schloss sich Doual dem neu gegründeten Iserlohner EC an, der in der drittklassigen 2. Liga antrat und mit dem er einen weiteren Aufstieg feiern konnte. Nach einem Jahr beim EC Lünen kam er zur Saison 1996/97 zum EC Devils Königsborn. Damit debütierte er nach fast einem Jahrzehnt im unterklassigen Bereich im Alter von 29 Jahren in der zweithöchsten deutschen Spielklasse. Nach weiteren Stationen beim Gelsenkirchener EC und EHC Dortmund beendete er im Jahr 2002 seine Eishockeykarriere.

### Inline-Skaterhockey
Weitere Erfolge feierte Doual im Inline-Skaterhockey. Ab 2003 gehörte er dem Team der Highlander Lüdenscheid an, mit denen er bis in die Bundesliga aufstieg. In der Saison 2008 wurde er mit seiner Mannschaft Deutscher Vizemeister. Bei der Medaillenvergabe griff er aus Wut über vermeintliche Fehlentscheidungen den Schiedsrichter an und wurde monatelang gesperrt. Wegen eines Konflikts mit dem Trainer kam er nach Ablauf seiner Sperre nur noch in der zweiten und dritten Mannschaft der Highlander zum Einsatz. Daraufhin schloss er sich im Jahr 2011 dem Lokalrivalen Sauerland Steel Bulls an, mit dem er aus der Landesliga bis in die 2. Bundesliga vordrang. Nach einer Spielzeit bei Münster Mottek setzte er sich 2017 im Alter von 50 Jahren endgültig zur Ruhe.

## Erfolge und Auszeichnungen
- 1988 Aufstieg in die 2. Bundesliga mit dem ERC Westfalen Dortmund
- 1991 Aufstieg in die NRW-Liga mit dem ERC Westfalen Dortmund
- 1992 Aufstieg in die Regionalliga mit dem ERC Westfalen Dortmund
- 1995 Aufstieg in die 1. Liga mit dem Iserlohner EC

### Inline-Skaterhockey
| - 2004 Aufstieg in die Regionalliga mit den Highlander Lüdenscheid - 2005 Aufstieg in die 2. Bundesliga mit den Highlander Lüdenscheid - 2006 Aufstieg in die Bundesliga mit den Highlander Lüdenscheid | - 2008 Deutscher Vizemeister mit den Highlander Lüdenscheid - 2011 Aufstieg in die Regionalliga mit den Sauerland Steel Bulls - 2012 Aufstieg in die 2. Bundesliga mit den Sauerland Steel Bulls |